# Phil Knight

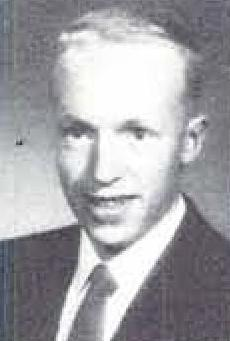
Phil Knight-1957

Philip Hampson Knight (Portland, Oregón, 24 de febrero de 1938) es un magnate multimillonario y director ejecutivo estadounidense, fundador de la empresa Nike y dueño de la compañía Laika.

## Biografía
Knight fue miembro del equipo de atletismo en la Universidad  de Oregón (Estados Unidos), donde también hacía reportajes para el periódico de la universidad, en la cual se graduó en Periodismo en 1959. Posteriormente realizó estudios de posgrado en la Escuela de Postgrado de Negocios Stanford, obteniendo una Maestría en Administración de Negocios.
En 2006 donó 101 millones de dólares a la Universidad Stanford.
Actualmente posee el 35% de Nike y su fortuna asciende a unos 47.300 millones de dólares, lo que le convierte en la 27ª persona más rica de Estados Unidos. Dejó de ser directivo de la famosa empresa el 28 de diciembre de 2004, aunque a día de hoy sigue siendo el presidente de la Junta de Administración.